# Tomasz Niewodniczański
Tomasz Niewodniczański (* 25. September 1933 in Vilnius; † 3. Januar 2010 in Bitburg) war ein polnischer Kernphysiker, deutscher Unternehmer und europäischer Sammler kartographischer Werke.

## Leben
Niewodniczański entstammt einer polnischen Gelehrtenfamilie. Nach seinem Vater Henryk Niewodniczański (1900–1968) wurde 1988 das Institut für Kernphysik in Krakau benannt. Seine Mutter Irena, geb. Prawocheńska, ist eine Tochter des bekannten Pferdezüchters Roman Prawocheński (1877–1965), Professor für Biologie an der Jagiellonen-Universität. Sein Bruder Jerzy Niewodniczański war von 1992 bis 2009 Präsident der Nationalen Atomenergie-Organisation in Polen.
Niewodniczański wuchs im damals polnischen Vilnius auf, wo sein Großvater Wiktor Niewodniczański (1872–1929) Direktor des ersten Elektrizitätswerkes war und zeitweise auch in Cambridge und Posen; 1945 zog die Familie nach Krakau, wo er am  Nowodworski-Gymnasium die Hochschulreife erwarb. Seinen ursprünglichen Berufswunsch, Schiffbau-Ingenieur zu werden, konnte Tomasz nicht gegen den Willen seines Vaters durchsetzen, der seine Söhne dazu „zwang“, wie er selbst Atomphysiker zu werden. Deshalb absolvierten beide die Fakultät für Physik der Jagiellonen-Universität. 1955 legte Thomasz Niewodniczanski die Magister-Prüfung ab, danach arbeitete er als wissenschaftlicher Mitarbeiter am Institut für Kernforschung in Warschau.
1956 erhielt er ein Stipendium für das Institut für Physik der Technischen Universität in Zürich, wo er 1963 promovierte. Dort lernte er die Bitburger Architektur-Studentin Marie-Luise Simon kennen, die er 1960 in der Schweiz heiratete. Die kirchliche Trauung fand danach in der katholischen Pfarrkirche St. Paulin zu Trier statt. 1963 wurde der älteste seiner drei Söhne in Bitburg geboren; danach zog die Familie gemeinsam nach Warschau, wo er das Samodzielne Laboratorium Budowy Akceleratora Liniowego (Unabhängiges Laboratorium für den Bau eines Linearbeschleunigers) geleitet hat. Nach der Fertigstellung des Linearbeschleunigers emigrierte die Familie 1970 in die Bundesrepublik Deutschland, wo Niewodniczański zuerst an einem Physik-Institut in Heidelberg arbeitete und am GSI Helmholtzzentrum für Schwerionenforschung in Darmstadt, wo er an der Entwicklung des GSI-Linearbeschleunigers beteiligt war.
Gemeinsam mit dem Ehemann einer Cousine seiner Frau, Michael Dietzsch, sowie ihrem Vetter Axel Th. Simon übernahm Niewodniczański 1975 die Geschäftsführung der Bitburger Brauerei; später übernahm er die Funktion als Finanz-Direktor der Bitburger Holding. Während dieser Tätigkeit wurde für Bitburger eine neue Großbrauerei in Bitburg-Süd errichtet, bei der er seine Erfahrungen aus der Schweizer Zeit bei Planung und Bau des CERN nutzen konnte; Niewodniczański kommentierte dies später mit den Worten: „Im Prinzip ist es doch egal, ob man einen Teilchen-Beschleuniger baut oder eine neue Brauerei.“ 1998 ging er in den Ruhestand.
Niewodniczański war 40 Jahre lang auch als Sammler tätig. Er sammelte vor allem alte Karten, Briefe und andere Manuskripte berühmter Schriftsteller sowie Bücher mit Widmungen. Allein seine kartographische Sammlung über Polen umfasste rund 2 300 Karten und Ansichten polnischer Städte. Nach seinem Tod wurde die gesamte Sammlung gemäß seinem letzten Willen dem Museum im Königlichen Schloss Warschau überlassen.

## Schriften (Auswahl)
- Thomas Niewodniczański (Hrsg.): „Ich bin gesund und fühle mich wohl“. Briefe polnischer Häftlinge aus den deutschen Konzentrationslagern. Übersetzt von Marie-Luise Niewodniczańska, Katalog zur Ausstellung aus der Sammlung Thomas Niewodniczański des Geschichtsvereins Prümer Land e.V. in der Kundenhalle der Kreissparkasse Bitburg-Prüm in Prüm, Prüm 2009.
- n'-γ[Gamma]-Winkelkorrelation für 56Fe <n, n'γ>0,845 bei 2,0 MeV, Dissertation, Zürich 1963, doi:10.3929/ethz-a-000087575.
- Imago Germaniae: Das Deutschlandbild der Kartenmacher in fünf Jahrhunderten; aus der Kartenabteilung der Staatsbibliothek zu Berlin – Preussischer Kulturbesitz – und der Collection Niewodniczański, Bitburg. Katalog der Ausstellung in der Staatsbibliothek zu Berlin, 23. September bis 9. November 1996 / [Ausstellung und Katalog: Lothar Zögner. Mit einer Einführung von Joachim Neumann] ISBN 3-87437-388-6.
- Danzig, alte Stadtansichten, Landkarten, Dokumente ; Auswahl aus der Sammlung Tomasz Niewodniczański. Ausstellung: Deutsches Polen-Institut Darmstadt, Haus Deiters, 13. Oktober – 17. November 2000 / [hrsg. vom Deutschen Polen-Institut Darmstadt. Ausstellung und Katalog Kriemhild Kern und Matthias Kneip].
- Brückenschlag – Polnische Geschichte in Karten und Dokumenten: vom 18. April bis 8. Juni 2002 Staatsbibliothek zu Berlin Preussischer Kulturbesitz / Ausstellung des deutsch-polnischen Sammlers Tomasz Niewodniczański. 2002.[5]

## Ehrungen und Mitgliedschaften
- 1991 Ehrendoktorwürde der Universität Trier
- 1999 ernannte ihn die Hochschule Karlsruhe – Technik und Wirtschaft zum Ehrensenator
- 1993 Bundesverdienstkreuz am Bande
- 1998 Kommandeurkreuz des Verdienstordens der Republik Polen
- 2002 Verdienstkreuz 1. Klasse der Bundesrepublik Deutschland
- 2004 Kommandeurkreuz des Verdienstordens der Republik Litauen
- 2009 zeichnete ihn die Republik Polen mit dem Großkreuz des Verdienstordens der Republik Polen aus und verlieh ihm und seiner Ehefrau Marie-Luise die Gloria-Artis-Medaille für kulturelle Verdienste